# Špičky
Špičky är en ort i Tjeckien.   Den ligger i regionen Olomouc, i den östra delen av landet, 250 km öster om huvudstaden Prag. Špičky ligger 342 meter över havet och antalet invånare är 290.
Terrängen runt Špičky är platt åt sydost, men åt nordväst är den kuperad.Runt Špičky är det ganska tätbefolkat, med 58 invånare per kvadratkilometer. Närmaste större samhälle är Valašské Meziříčí, 14,5 km sydost om Špičky. Trakten runt Špičky består till största delen av jordbruksmark.